# Matilda Kearns
Matilda Emily "Tilly" Kearns, född 2 oktober 2000 i Sydney, är en australisk vattenpolospelare. Hon ingick i Australiens damlandslag i vattenpolo vid olympiska sommarspelen 2020 och 2024.
Kearns inledde studierna vid University of Sydney där hon spelade för Sydney Uni Water Polo Club som också kallas Lions och sedan fortsatte hon att studera vid University of Southern California där hon spelade för USC Trojans. Sin första landskamp spelade hon för Australien år 2019 och sedan debuterade hon i OS-sammanhang två år senare i Tokyo i den på grund av covid-19 uppskjutna OS-turneringen där Australien var femma. Därefter blev det OS-silver i damernas turnering i vattenpolo vid olympiska sommarspelen 2024. Hon är dotter till rugbyspelaren Phil Kearns.